# ريتشارد فرانكيل
ريتشارد فرانكيل (بالإنجليزية: Richard H. Frenkiel)‏ (و. 1943 – م) هو مهندس من الولايات المتحدة الأمريكية . وهو عضواً في جمعية مهندسي الكهرباء والإلكترونيات، والأكاديمية الوطنية للهندسة .

## التعليم
تعلم في جامعة تافتس، وجامعة روتجرز

## جوائز
حصل على جوائز منها:
- قلادة العلوم الوطنية الأمريكية في مجال التكنولوجيا والإبتكار
- ميدالية ألكسندر جراهام بيل من معهد مهندسي الكهرباء والإلكترونيات.